# Tarã
Tarã é uma futura telessérie brasileira produzida pelo Disney+ em parceria com a Formata Produções e Conteúdo e Nonstop. A direção é de Marco Dutra e Juliana Rojas com criação de Anna Lee, que assina o roteiro ao lado de Morgana Kretzmann e Bárbara Velloso, com assessoria da indígena Renata Tupinambá. 
Com Xuxa Meneghel, Ywy'zar Guajajara, Angélica e Pedro Goifman no elenco principal a primeira temporada tem estreia para 2025 prevista no streaming.

## Enredo
O Planeta Terra está enfrentando sérios desafios ambientais, e somente Gaia tem o poder de evitar sua extinção. Para cumprir essa missão crucial, ela deve transportar, no momento certo, um amuleto até um local sagrado na Amazônia, onde um antigo Portal foi formado na antiguidade. Esse local é guardado atualmente pelo povo das 9 Luas, uma comunidade tradicional da qual Gaia é descendente por parte de pai. Para alcançar seu objetivo, Gaia precisa reconectar-se com sua história, contando com a orientação de sua mãe, Ylla (interpretada por Xuxa), sua avó Kirina, líder dessa comunidade, e outras guerreiras. Juntas, enfrentarão o ambicioso fazendeiro JM, cujo desejo de lucrar ameaça a natureza. Nessa jornada, Ylla, uma farmacêutica bem-sucedida do Rio de Janeiro, ao acompanhar sua filha, descobrirá vivências e revelações antigas que darão um novo significado à sua vida.

## Elenco
| Ator/Atriz        | Personagem     |
| ----------------- | -------------- |
| Xuxa Meneghel     | Ylla           |
| Angélica          | Niara          |
| Bukassa Kabengele | Bruk           |
| Bruno Garcia      | JM             |
| Fafá de Belém     | Mandrágora     |
| Pedro Goifman     | Kauê           |
| Gleici Damasceno  | Guerreira Mayu |